# قزلجه (تفرش)
قزلجه (تفرش)، روستایی از توابع بخش مرکزی شهرستان تفرش در استان مرکزی ایران است.
از محصولات اصلی این روستا میتوان به بادام اشاره کرد همچنین کشت گندم در این روستا خصوصا به صورت دیم رواج دارد

## جمعیت
این روستا در دهستان بازرجان قرار دارد و براساس سرشماری مرکز آمار ایران در سال ۱۳۸۵، جمعیت آن ۵۸۸ نفر (۱۳۴خانوار) بوده‌است.